# Surinder Singh Bajwa
Surinder Singh Bajwa (c. 1955 - 21 de octubre de 2007) fue un teniente alcalde de Nueva Delhi. Casado y con un hijo, era miembro del Partido Bharatiya Janata y fue elegido consejero del barrio Anand Vihar en abril de 2007.
El 20 de octubre de 2007 Bajwa fue atacado por un grupo de macacos salvajes en su casa y tratando de escapar cayó desde el balcón del primer piso, sufriendo graves daños en la cabeza, falleciendo en el hospital al día siguiente.
La ciudad llevaba mucho tiempo tratando de contrarrestar la plaga de monos que invadían templos y otras estructuras, robando comida y asustando a los transeúntes, incluyendo contratar cazadores de monos para atraparlos y llevarlos al bosque, sin resultados efectivos. El sacrificio se considera inaceptable, pues los hindúes devotos los veneran como una manifestación del dios Hanuman, y los suelen alimentar con plátanos y cacahuetes. El desarrollo urbano a las afueras de la ciudad fue culpado del problema al destruir el hábitat natural de los monos.